# Антоніос Крієзіс
Антоніос Крієзіс (грец. Αντώνιος Κριεζής; 1796–1865) — грецький судновласник і капітан, учасник Визвольної війни 1821−1832 років, віце-адмірал, міністр, прем'єр-міністр Греції.

## Життєпис
Походив з острова Ідра, одного з оплотів грецького флоту, але народився 1796 року в містечку Трізіна, на півострові Пелопоннес.
У 15-річному віці Антоніос разом з братом Іоаннісом потрапили у полон до алжирських піратів. У полоні брати провели 3 роки, допоки не повернулись на острів Ідра. У червні 1818 року в Константинополі, будучи вже одним з найвідоміших судновласників свого острова, Антоніос був посвячений у Філікі Етерія.
Однак, коли в березні 1821 року спалахнула Грецька революція, судновласники Ідри зволікали та вичікували. Острів повстав у ніч з 28 на 29 березня, але вже під проводом рядових моряків на чолі з Антоніосом Іконому, який 31 березня очолив острів. З цим фактом не могли змиритись судновласники, які 12 травня здійснили збройний переворот. Одним із керівників та основних учасників того перевороту був Антоніос Крієзіс.. Іконому залишив острів і перебрався на Пелопоннес, де був убитий людьми землевласників. З початком визвольної війни розгорнулась і боротьба за владу, в якій землевласники та судновласники виступали єдиним фронтом.
Капітан Антоніос Крієзіс не був серед найвідоміших героїв війни на морі, але надав флотові Ідри свої кораблі та брав участь у багатьох морських битвах. Відзначився у морській битві поблизу острова Спеце 8 вересня 1822 року.
Слід також відзначити його участь у рейді на Метоні, а також у зухвалому рейді грецького флоту на порт Александрія, Єгипет у липні 1825 року, де голет Крієзіса «Епамінонд» разом з іншим кораблем супроводжував 3 грецьких брандери. До порту Александрії вдень увійшов тільки Константінос Канаріс зі своїм брандером, але турецько-єгипетський флот врятувався, завдяки зіркості й пильності вахтового офіцера французького фрегата, що стояв на нещастя (для греків) у порту.
1828 року, за правління графа Каподістрії, Крієзіс був призначений командиром малої флотилії в Іонічному морі та приймав у турків здачу фортеці Воніца 1829 року.

### Після визволення
У березні 1831 року Крієзіс брав участь у конституційному комітеті острова Ідра, який протистояв політиці Каподістрії. Ще більш сумнівну славу мало захоплення під його керівництвом у ніч з 14 на 15 липня 1831 року фрегату «Еллада». Фрегат було збудовано у США на кошти державної позики. Остаточна його ціна зросла втричі, здачу було затримано на 2 роки, тому фрегат устиг взяти участь у воєнних діях тільки останніх місяців війни. Історія фрегату «Еллада» стала ще більш печальною після його захоплення Крієзісом, коли в результаті політичної боротьби проти Каподістрії адмірал Міауліс Андреас-Вокос підірвав флагман грецького флоту.
Після убивства Каподістрії та встановлення монархії, походження Крієзіса та його політичний послужний список гідно були оцінені королем Оттоном. Крієзіс отримав звання віце-адмірала, ставши таким чином першим віце-адміралом королівського флоту. 1835 року він став морським міністром в уряді баварця Армансперга. Також був морським міністром і в уряді Александроса Маврокордатоса 1841 року.
12 грудня 1849 року Антоніос Крієзіс очолив уряд країни, залишаючись на посту до 16 травня 1854 року.
Помер в Афінах 1865 року.

## Пам'ять
- На честь адмірала було названо корвет типу «Флавер» «Крієзіс», один з чотирьох британських корветів цього класу, переданих у позику Греції під час Другої світової війни.
- У пам'ять про адмірала також було названо есмінець D-217 типу «Гірінг», що перебував у складі ВМФ Греції з 1980 до 1993 року та мав ім'я «Крієзіс».